# 1. Bundesliga 1998-99
La 1. Bundesliga 1998-99 fue la 36.ª edición de la Fußball-Bundesliga, la mayor competición futbolística de Alemania. La disputaron 18 equipos entre el 14 de agosto de 1998 y el 29 de mayo de 1999.
El campeón fue Bayern Múnich, que se aseguró el título en la fecha 31 con un empate 1-1 ante Hertha Berlín. El cuadro muniqués acabó el campeonato con una ventaja de 15 unidades sobre Bayer Leverkusen, siendo hasta entonces la mayor diferencia de puntos entre los dos primeros puestos del certamen. Fue la decimocuarta consagración para el equipo bávaro en la Bundesliga, y su decimoquinta estrella en la máxima categoría del país.

## Equipos
| Pos | Descendidos de 1. Bundesliga |
| --- | ---------------------------- |
| 16º | Karlsruher                   |
| 17º | Colonia                      |
| 18º | Arminia Bielefeld            |

| Pos | Ascendidos de 2. Bundesliga |
| --- | --------------------------- |
| 1º  | Eintracht Fráncfort         |
| 2º  | Friburgo                    |
| 3º  | Núremberg                   |

| Equipo                   | Ciudad          | Estadio                  | Aforo  |
| ------------------------ | --------------- | ------------------------ | ------ |
| 1860 Múnich              | Múnich          | Estadio Olímpico         | 63 000 |
| Bayer Leverkusen         | Leverkusen      | BayArena                 | 22 500 |
| Bayern de Múnich         | Múnich          | Estadio Olímpico         | 63 000 |
| Bochum                   | Bochum          | Ruhrstadion              | 36 344 |
| Borussia Dortmund        | Dortmund        | Westfalenstadion         | 68 600 |
| Borussia Mönchengladbach | Mönchengladbach | Bökelbergstadion         | 34 500 |
| Duisburgo                | Duisburgo       | Wedaustadion             | 30 128 |
| Eintracht Fráncfort      | Fráncfort       | Waldstadion              | 62 000 |
| Friburgo                 | Friburgo        | Dreisamstadion           | 22 500 |
| Hamburgo                 | Hamburgo        | Volksparkstadion         | 62 000 |
| Hansa Rostock            | Rostock         | Ostseestadion            | 25 850 |
| Hertha Berlín            | Berlín          | Olympiastadion           | 76 000 |
| Kaiserslautern           | Kaiserslautern  | Estadio Fritz Walter     | 38 500 |
| Núremberg                | Núremberg       | Frankenstadion           | 44 700 |
| Schalke 04               | Gelsenkirchen   | Parkstadion              | 70 000 |
| Stuttgart                | Stuttgart       | Estadio Gottlieb Daimler | 53 700 |
| Werder Bremen            | Bremen          | Weserstadion             | 36 000 |
| Wolfsburgo               | Wolfsburgo      | VfL-Stadion              | 21 600 |

### Equipos porEstados federados
| Región                            | N.º | Equipos                                                                                       |
| --------------------------------- | --- | --------------------------------------------------------------------------------------------- |
| Renania del Norte-Westfalia       | 6   | Bayer Leverkusen, Bochum, Borussia Dortmund, Borussia Mönchengladbach, Duisburgo y Schalke 04 |
| Baviera                           | 3   | 1860 Múnich, Bayern de Múnich y Núremberg                                                     |
| Baden-Wurtemberg                  | 2   | Friburgo y Stuttgart                                                                          |
| Baja Sajonia                      | 1   | Wolfsburgo                                                                                    |
| Berlín                            | 1   | Hertha Berlín                                                                                 |
| Bremen                            | 1   | Werder Bremen                                                                                 |
| Hamburgo                          | 1   | Hamburgo                                                                                      |
| Hesse                             | 1   | Eintracht Fráncfort                                                                           |
| Mecklemburgo-Pomerania Occidental | 1   | Hansa Rostock                                                                                 |
| Renania-Palatinado                | 1   | Kaiserslautern                                                                                |

## Sistema de competición
Los dieciocho equipos se enfrentaron entre sí bajo el sistema de todos contra todos a doble rueda, completando un total de 34 fechas. Las clasificación se estableció a partir de los puntos obtenidos en cada encuentro, otorgando tres por partido ganado, uno por empatado y ninguno en caso de derrota. En caso de igualdad de puntos entre dos o más equipos, se aplicaron, en el mencionado orden, los siguientes criterios de desempate:
1. Mejor diferencia de goles en todo el campeonato;
2. Mayor cantidad de goles a favor en todo el campeonato;
3. Mayor cantidad de puntos en los partidos entre los equipos implicados;
4. Mejor diferencia de goles en los partidos entre los equipos implicados;
5. Mayor cantidad de goles a favor en los partidos entre los equipos implicados.

Al finalizar el campeonato, el equipo ubicado en el primer lugar de la clasificación se consagró campeón y clasificó a la fase de grupos de la Liga de Campeones de la UEFA 1999-2000, junto con el subcampeón. El tercero y el cuarto, por su parte, disputaron la tercera ronda previa de la misma competencia. Asimismo, los equipos que finalizaron el certamen en quinto y sexto lugar clasificaron a la primera ronda de la Copa de la UEFA 1999-2000 junto con el campeón de la Copa de Alemania, mientras que los ubicados en las posiciones séptima y octava accedieron a la Copa Intertoto de la UEFA 1999.
Por otro lado, los equipos que ocuparon los últimos tres puestos de la clasificación —decimosexta, decimoséptima y decimoctava— descendieron de manera directa a la 2. Bundesliga.

## Clasificación
| Pos. | Equipo                   | Pts. | PJ | G  | E  | P  | GF | GC | Dif. | Clasificación 1999-2000                      |
| ---- | ------------------------ | ---- | -- | -- | -- | -- | -- | -- | ---- | -------------------------------------------- |
| 1    | Bayern Múnich (C)        | 78   | 34 | 24 | 6  | 4  | 76 | 28 | +48  | Fase de grupos de la Liga de Campeones       |
| 2    | Bayer Leverkusen         | 63   | 34 | 17 | 12 | 5  | 61 | 30 | +31  | Fase de grupos de la Liga de Campeones       |
| 3    | Hertha Berlín            | 62   | 34 | 18 | 8  | 8  | 59 | 32 | +27  | Tercera ronda previa de la Liga de Campeones |
| 4    | Borussia Dortmund        | 57   | 34 | 16 | 9  | 9  | 48 | 34 | +14  | Tercera ronda previa de la Liga de Campeones |
| 5    | Kaiserslautern           | 57   | 34 | 17 | 6  | 11 | 51 | 47 | +4   | Primera ronda de la Copa de la UEFA          |
| 6    | Wolfsburgo               | 55   | 34 | 15 | 10 | 9  | 54 | 49 | +5   | Primera ronda de la Copa de la UEFA          |
| 7    | Hamburgo                 | 50   | 34 | 13 | 11 | 10 | 47 | 46 | +1   | Tercera ronda de la Copa Intertoto           |
| 8    | Duisburgo                | 49   | 34 | 13 | 10 | 11 | 48 | 45 | +3   | Segunda ronda de la Copa Intertoto           |
| 9    | 1860 Múnich              | 41   | 34 | 11 | 8  | 15 | 49 | 56 | −7   |                                              |
| 10   | Schalke 04               | 41   | 34 | 10 | 11 | 13 | 41 | 54 | −13  |                                              |
| 11   | Stuttgart                | 39   | 34 | 9  | 12 | 13 | 41 | 48 | −7   |                                              |
| 12   | Friburgo                 | 39   | 34 | 10 | 9  | 15 | 36 | 44 | −8   |                                              |
| 13   | Werder Bremen            | 38   | 34 | 10 | 8  | 16 | 41 | 47 | −6   | Primera ronda de la Copa de la UEFA          |
| 14   | Hansa Rostock            | 38   | 34 | 9  | 11 | 14 | 49 | 58 | −9   |                                              |
| 15   | Eintracht Fráncfort      | 37   | 34 | 9  | 10 | 15 | 44 | 54 | −10  |                                              |
| 16   | Núremberg                | 37   | 34 | 7  | 16 | 11 | 40 | 50 | −10  | Descenso de categoría                        |
| 17   | Bochum                   | 29   | 34 | 7  | 8  | 19 | 40 | 65 | −25  | Descenso de categoría                        |
| 18   | Borussia Mönchengladbach | 21   | 34 | 4  | 9  | 21 | 41 | 79 | −38  | Descenso de categoría                        |

Actualizado a los partidos jugados el 29 de mayo de 1999.
 Fuente: DFB
1. ↑  Copa de Alemania (CC): Werder Bremen clasificó a la primera ronda de la Copa de la UEFA como campeón de la Copa de Alemania 1998-99.

| Bundesliga                       |
|                                  |
| Campeón Bayern Múnich 15º título |

## Resultados
| Local \ Visitante        | MUN | BAL | BAY | BOC | BOD | BOM | DUI | FRA | FRI | HAM | HAN | HER | KAI | NUR | SCH | STU | WER | WOL |
| ------------------------ | --- | --- | --- | --- | --- | --- | --- | --- | --- | --- | --- | --- | --- | --- | --- | --- | --- | --- |
| 1860 Múnich              | —   | 0–2 | 1–1 | 2–1 | 2–0 | 3–1 | 0–0 | 4–1 | 2–0 | 0–0 | 2–1 | 2–0 | 1–2 | 1–2 | 4–5 | 1–1 | 1–3 | 2–3 |
| Bayer Leverkusen         | 1–1 | —   | 1–2 | 2–0 | 3–1 | 4–1 | 2–0 | 2–1 | 1–1 | 1–2 | 3–1 | 2–2 | 2–2 | 3–0 | 1–1 | 0–0 | 2–0 | 3–0 |
| Bayern Múnich            | 3–1 | 2–0 | —   | 4–2 | 2–2 | 4–2 | 3–1 | 3–1 | 2–0 | 5–3 | 6–1 | 1–1 | 4–0 | 2–0 | 1–1 | 2–0 | 1–0 | 3–0 |
| Bochum                   | 2–0 | 1–5 | 2–2 | —   | 0–1 | 2–1 | 0–2 | 0–0 | 1–2 | 2–0 | 2–3 | 2–0 | 1–2 | 0–3 | 1–2 | 3–3 | 2–0 | 0–2 |
| Borussia Dortmund        | 3–1 | 1–0 | 2–2 | 0–1 | —   | 1–1 | 2–0 | 3–1 | 2–1 | 2–1 | 2–0 | 3–0 | 1–0 | 3–0 | 3–0 | 3–0 | 2–1 | 2–1 |
| Borussia Mönchengladbach | 2–0 | 2–8 | 0–2 | 2–2 | 0–2 | —   | 0–2 | 1–1 | 3–1 | 2–2 | 1–1 | 2–4 | 0–2 | 0–2 | 3–0 | 2–3 | 0–1 | 5–2 |
| Duisburgo                | 1–1 | 0–0 | 0–3 | 2–0 | 3–2 | 2–2 | —   | 2–1 | 1–0 | 2–3 | 4–1 | 0–0 | 3–1 | 1–1 | 1–2 | 2–0 | 2–0 | 6–1 |
| Eintracht Fráncfort      | 2–3 | 2–3 | 1–0 | 1–0 | 2–0 | 0–0 | 0–0 | —   | 3–1 | 2–2 | 2–2 | 1–1 | 5–1 | 3–2 | 1–2 | 1–1 | 0–2 | 0–1 |
| Friburgo                 | 1–2 | 1–1 | 0–2 | 1–1 | 2–2 | 2–1 | 2–2 | 2–0 | —   | 0–0 | 3–0 | 0–2 | 0–1 | 1–0 | 0–2 | 2–0 | 0–2 | 0–0 |
| Hamburgo                 | 3–0 | 0–0 | 0–2 | 1–0 | 0–0 | 3–0 | 4–1 | 0–1 | 2–1 | —   | 1–0 | 0–4 | 2–0 | 2–0 | 2–2 | 3–1 | 1–1 | 1–1 |
| Hansa Rostock            | 4–1 | 1–1 | 0–4 | 3–0 | 2–0 | 1–1 | 3–0 | 2–2 | 0–2 | 0–1 | —   | 1–2 | 2–1 | 1–1 | 2–2 | 3–0 | 2–1 | 3–3 |
| Hertha Berlín            | 2–1 | 0–1 | 1–0 | 4–1 | 3–0 | 4–1 | 1–3 | 3–1 | 1–0 | 6–1 | 2–0 | —   | 1–1 | 3–0 | 2–0 | 2–0 | 1–0 | 2–0 |
| Kaiserslautern           | 1–1 | 0–1 | 2–1 | 2–3 | 1–0 | 2–1 | 3–0 | 2–1 | 0–2 | 1–0 | 3–2 | 4–3 | —   | 2–0 | 4–1 | 1–1 | 4–0 | 1–1 |
| Núremberg                | 1–5 | 2–2 | 2–0 | 2–2 | 0–0 | 2–0 | 0–2 | 2–2 | 1–2 | 1–1 | 2–2 | 0–0 | 1–1 | —   | 3–0 | 2–2 | 1–1 | 1–1 |
| Schalke 04               | 2–2 | 0–1 | 1–3 | 2–2 | 1–1 | 1–0 | 2–0 | 2–3 | 1–1 | 1–4 | 1–0 | 0–0 | 0–2 | 2–2 | —   | 1–0 | 1–2 | 1–0 |
| Stuttgart                | 0–1 | 0–1 | 0–2 | 4–2 | 2–1 | 2–2 | 0–0 | 2–0 | 3–1 | 3–1 | 1–1 | 0–0 | 4–0 | 0–0 | 2–1 | —   | 1–0 | 1–2 |
| Werder Bremen            | 4–1 | 2–2 | 0–1 | 1–1 | 1–1 | 4–1 | 1–1 | 1–2 | 2–3 | 0–0 | 0–3 | 2–1 | 0–1 | 2–3 | 1–0 | 2–2 | —   | 0–1 |
| Wolfsburgo               | 1–0 | 1–0 | 0–1 | 4–1 | 0–0 | 7–1 | 4–2 | 2–0 | 1–1 | 4–1 | 1–1 | 2–1 | 2–1 | 1–1 | 0–0 | 3–2 | 2–4 | —   |

## Estadísticas

### Goleadores
| Jugador         | Equipo           | Goles |
| --------------- | ---------------- | ----- |
| Michael Preetz  | Hertha Berlín    | 23    |
| Ulf Kirsten     | Bayer Leverkusen | 19    |
| Oliver Neuville | Hansa Rostock    | 14    |
| Anthony Yeboah  | Hamburgo         | 14    |